# Timeless (장리인의 노래)
"Timeless"는 장리인의 데뷔 싱글이다. 동방신기의 시아준수가 듀엣으로 참여했으며, 뮤직 비디오에는 슈퍼주니어의 한경과 시원, 이연희가 출연하였다. 2008년에 발매된 중국 정규 앨범 1집《星愿 (I Will)》에는 B-사이드 노래 "Y (Why...)"까지 모두 중국어 버전으로 수록되었다.
저스틴 과리니와 켈리 클락슨의 듀엣곡이 원곡이다.

## 수록곡 목록
1. Timeless (Duet. 동방신기 시아준수)
2. Y (Why...)
3. Timeless (Instrumental)
4. Y (Why...) (Instrumental)